# Biorównoważność
Biorównoważność – brak znaczącej różnicy w dostępności biologicznej czynnych składników leku, w miejscu ich działania, po podaniu leków w tej samej dawce i postaci. Badania biorównoważności przeprowadza się w celu porównania leku generycznego i oryginalnego. Badania te polegają na podawaniu leku oryginalnego i badanego grupie zdrowych ochotników (z wyjątkiem leków toksycznych, na przykład cytostatyków) i określaniu stężenia substancji czynnej w określonych odstępach czasu, w ściśle określonych, standaryzowanych warunkach.
Zgodnie z dyrektywą Unii Europejskiej producent leku odtwórczego musi wykazać jego zasadnicze podobieństwo do leku już dostępnego komercyjnie, a więc lek odtwórczy musi mieć tę samą ilość i rodzaj substancji czynnej, tę samą drogę podania i być biorównoważny z lekiem oryginalnym.
Z badań biorównoważności zwolnione są leki zawierające substancje dobrze rozpuszczalne i dobrze przenikające przez błony biologiczne (zaliczane do grupy I w systemie klasyfikacji biofarmaceutycznej).